# Archippo (filosofo)
Archippo di Taranto (in greco Ἄρχιππος; Taranto, 400 a.C. circa – ...) è stato un filosofo greco antico della scuola pitagorica di Crotone.

## Biografia
Originario di Taranto, riuscì a salvarsi insieme al concittadino Liside dall'incendio provocato dai Ciloniani in cui perirono i migliori pitagorici del luogo.
Dopo l'incendio Archippo ritornò a Taranto, dove riorganizzò l'insegnamento pitagorico, dal quale sarebbe fiorito Archita.